# Безкрайност (филм)
„Безкрайност“ е български игрален филм от 2003 година на режисьора Виктория Маринов.

## Състав
Не е налична информация за актьорския състав.